# کلر (فیلم)
«کلر» (انگلیسی: Chlorine (film)) فیلمی در ژانر کمدی-درام است که در سال ۲۰۱۳ منتشر شد. از بازیگران آن می‌توان به کیرا سجویک، وینسنت دن آفریو، فلورا کراس، رایان داناوهو، جردن بلفی، الیزابت رم، میشل هیکس، دریما واکر، ریس کویرو و تام سایزمور اشاره کرد.